# غار آزوخ
غار آزوخ (ارمنی: Ազոխի քարանձավ, ترکی آذربایجانی: Azıx mağarası) مجموعه غار بزرگی با عمق ۶۰۰ متر و با چندین اتاق و راهروهای تودرتو با عرض ۸۰۰۰ متر مربع در نزدیکی روستای آزوخ در جمهوری آرتساخ قرار دارد. غار در ۳ کیلومتری آن نهر و در فاصله ۲۵۰ متری سمت پایین بسترش واقع می‌باشد. در این غار شواهدی از زندگی انسان از دوره پارینه‌سنگی زیرین با قدمت ۳۰۰۰۰۰ سال به دست آمده‌است.  قرار دارد. غار در ۳ کیلومتری آن نهر و در فاصله ۲۵۰ متری سمت پایین بسترش واقع می‌باشد. در این غار شواهدی از زندگی انسان از دوره پارینه‌سنگی زیرین با قدمت ۳۰۰۰۰۰ سال به دست آمده‌است.

## شناسایی غار

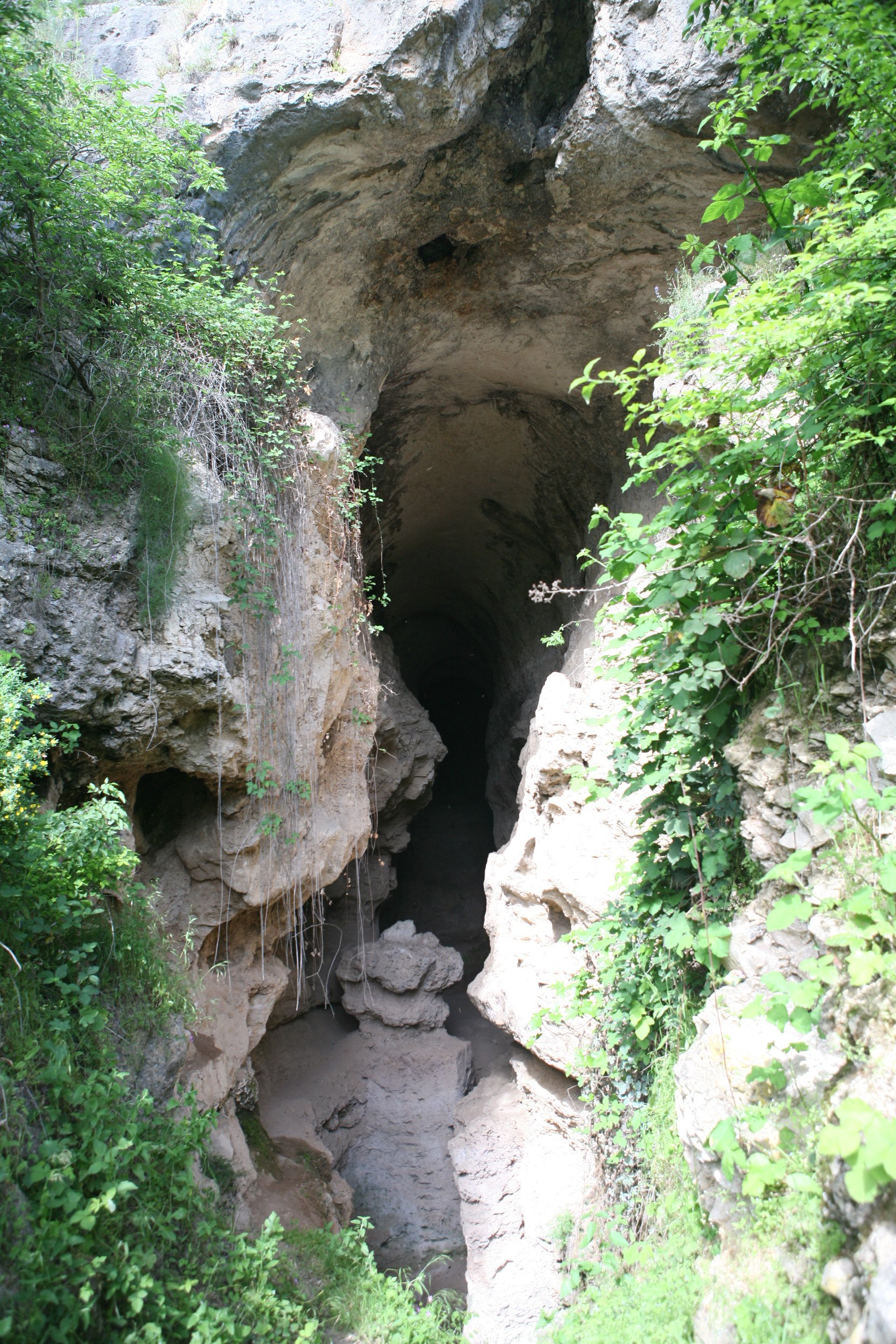
غار آزوخ مجموعه غار بزرگی با عمق ۶۰۰ متر و با چندین اتاق و راهروهای تودرتو با عرض ۸۰۰۰ متر مربع در نزدیکی روستای آزوخ در جمهوری آرتساخ قرار دارد

قطعه‌ای از استخوان چانه یک زن ۲۰ ساله که در سال ۱۹۶۸ توسط «تیم باستان‌شناسی پارینه‌سنگی» آکادمی ملی علوم جمهوری آذربایجان تحت رهبری محمدعلی حسینوف در این غار یافت شده، از باستانی‌ترین نمونه‌های پیدا شده اندام انسانی در اوراسیا تلقی می‌گردد. در غار آزوخ نمونه‌هایی از اجاق‌های آتش که در دل زمین کنده شده و با دیواره سنگچین هلالی شکل به ضخامت ۳۰ سانتیمتر محصور گردیده، شناسایی شده‌است. ساکنان دوره‌های جدیدتر آزوخ شکاف‌هایی را بر روی استخوان جمجمه خرس به‌وجود می‌آورده‌اند، که راز آنها بر کسی هویدا نیست. برخی نظریه‌ها و یافته‌های تازه، قدمت پایین‌ترین لایه‌های استقراری غار آزوخ در عمق ۱۴ متری کف هم‌اکنونی تاریخ آن را تا ۱٫۵۰۰٫۰۰۰ سال پیش به عقب می‌برند. اصطلاح «انسان آزوخ» به انسان ساکن در این غار گفته می‌شود.
باستان شناسان معتقدند که، یافته‌هایی از پایین‌ترین لایه‌ها مربوط به دوره قبل از فرهنگ آشولی (با قدمت ۷۳۰٫۰۰۰ الی ۱٫۸۰۰٫۰۰۰ سال) می‌باشند، که از بسیاری جهات تشابهاتی با فرهنگ الدوایی معروف به تنگ الدوای تانزانیا دارند. به دلیل کیفیت پایین کاوش‌های باستان شناختی دهه ۱۹۶۰، که در آن‌ها هیچ داده‌ای مرتبط با سنگواره‌شناسی جمع‌آوری نشده، اطلاعات دقیقی پیرامون ترتیب زمانی پیدایش لایه‌ها در دست نیست. کاوش‌ها در اواسط دهه ۱۹۹۰ از سر گرفته شد.
در سال ۲۰۰۲، یک تیم تحقیقاتی بین‌المللی به سرپرستی «تانیا کینگ» ورودی‌های دست نخورده به غار و همچنین شواهدی از انواع زیاگان و ابزار سنگی در این غار را کشف کرد. با آنکه از تل‌های فسیلی به دست آمده در نتیجه کاوش‌های سال‌های ۲۰۰۲ الی ۲۰۰۹، بقایای خرس‌هایی که در دور پلیستوسن برای گذراندن خواب زمستانی در این غار گردهم می‌آمده‌اند، یافت شده، ولی هیچ نشانه ای از کوچ همزمان خرس‌ها و انسان‌تباران به غار پیدا نشده‌است.
انسان‌تباران بقایای دیگر جانوران، عمدتاً گیاه‌خواران را نیز به این مکان آورده بودند، اما در سایر جاها نیز شکاری و جانواران را ذبح می‌نموده‌اند، نه فقط پشت غار که در آنجا بقایای آن پیدا شده‌است. موقعی که سطح رسوبات تا به حدود سقف غار رسید، انسان‌تباران به استفاده از آن پایان دادند. سرانجام، رسوبات به وسیله بارندگی بیرون ریخته شده و غار مجدداً مورد استفاده انسان‌ها قرار گرفت.
حدس زده می‌شود که این غار زیستگاه برخی از اولین گروه‌های انسانهای اولیه در اوراسیا بوده‌است.